# Museo archeologico Iulium Carnicum
Il Civico Museo archeologico Iulium Carnicum di Zuglio, in Provincia di Udine, inaugurato nel 1995, si trova al centro del Comune, nei pressi dell'area archeologica del Foro romano. I reperti presenti nel percorso espositivo ricostruiscono i vari aspetti della città romana più settentrionale d'Italia. Un'interessante sezione è dedicata alla storia della Carnia dalle preistoria al medioevo.

La superficie espositiva del Museo di Zuglio si sviluppa sui 3 piani del secentesco Palazzo Tommasi Leschiutta con 7 sale espositive.
Il museo è aperto con il seguente orario: dal I giugno al 31 ottobre: giovedì e venerdì 9-12, sabato e domenica 9-13/15-18; dal 2 novembre al 31 maggio: venerdì 9-12, sabato  9-13/15-18. Eventuali variazioni all'orario di apertura vengono segnalate nel sito del Comune: http://www.comune.zuglio.ud.it.

Il Museo fa parte del Sistema museale della Carnia, CarniaMusei.